# Jack-Tommy Ardenfors
Jack-Tommy Ardenfors, folkbokförd Jack Tommy Ardenfors, född 25 november 1942 i Rydaholms församling i nuvarande Värnamo kommun i Jönköpings län, död 18 februari 2025 i Södertälje, Stockholms län, var en svensk pingstpastor och författare.

## Biografi
Ardenfors var verksam som pastor inom Pingströrelsen under många år från omkring 1960, bland annat i Norrköping och Jönköping och som föreståndare för Elimförsamlingen i Malmö 1976–1986 och Smyrnaförsamlingen i Göteborg under perioden 1988–2006 där han efterträddes av Urban Ringbäck. 
Ardenfors har också gett ut flera böcker, däribland Jesus kommer (1980), Medan vi väntar (1985), Bryt ny mark! (1993) och Det kom ett brev! (2005).

### Familj
Ardenfors var sedan 1965 gift med Margaretha Ericson (född 1944), dotter till pastor Axel Ericson. Makarna fick tillsammans sju barn, varav flertalet blivit pastorer eller är gifta med pastorer: Thomas Ardenfors (född 1967), grundare av nu nedlagda Stockholm Karisma Center; Andreas (född 1969), pingstpastor i Mjölby; Zarah (född 1970), gift med Thomas Hallström, pastor i Avesta; Samuel (född 1973), tidigare pingstpastor i Örnsköldsvik; Marcus (född 1976), pingstpastor i Jönköping; Jacob (född 1980), idrottspastor i Sport for Life; Rebecka (född 1983), gift med Theofil Engströms dotterson Jonathan Berge.